# Esko Kiviaho
Esko Veli Kiviaho (Sortavala, 19. studenoga 1931.) je bivši finski hokejaš na travi, hokejaš na ledu i nogometaš.
Na hokejaškom turniru na Olimpijskim igrama 1952. u Helsinkiju bio je pričuvnim vratarem finskog sastava, koji je ispao u četvrtzavršnici.
S klubom hokeja na travi Hämeenlinnan Pallokerho je osvojio državno prvenstvo 1951., 1952. i 1954. godine.
S finskim klubom hokeja na ledu Hämeenlinnan Pallokerho je osvojio drugo mjesto 1952. i treće mjesto 1954. godine. Igrao je za finsku mladu reprezentaciju, koja je prvi put pobijedila u Švedskoj 1949. godine.
U nogometnom prvenstvu je igrao od 1947. do 1948. godine.